# 保罗·沃特斯
保罗·沃特斯，是一位澳大利亚网络方面的学者。他是麦考瑞大学犯罪学和安全防治學的荣誉教授以及拉筹伯大学网络安全的兼职教授。 沃特斯教授在网络犯罪检测和预防方面做出了重大的研究贡献，其中包括网络钓鱼、恶意软件、盗版和兒童性虐待。 